# Taupont
Taupont (tiếng Breton: Talbont) là một xã ở tỉnh Morbihan trong vùng Bretagne tây bắc Pháp. Xã này có diện tích 28,17 km², dân số năm 1999 là 1908 người. Khu vực này có độ cao từ 22-91 mét trên mực nước biển.
Cư dân của Taupont danh xưng trong tiếng Pháp là Taupontais.